# Patsy l’Amour laLove
Patsy l’Amour laLove (bürgerlich: Patrick Henze) ist eine Geschlechterforscherin, Autorin, Aktivistin, Vortragsrednerin und eine selbsternannte Polittunte.

## Leben und Wirken
Unter ihrem bürgerlichen Namen Patrick Henze wurde laLove als Stipendiat der Rosa-Luxemburg-Stiftung 2018 mit einer Dissertation zur westdeutschen Schwulenbewegung der 1970er Jahre promoviert.
laLove war Mitkuratorin der Ausstellung PORN THAT WAY über schwule, lesbische und trans Pornographie und Kuratorin der Ausstellung Faszination Sex über den Sexualwissenschaftler Martin Dannecker. Außerdem organisiert sie als Patsy l’Amour laLove Vorträge, kulturelle Veranstaltungen, Partys und Shows. laLove arbeitet im Archiv und Kuratorium des Schwulen Museums* und als Referent des LGBTI-Referats an der Humboldt-Universität Berlin.
Von 2013 bis 2018 organisierte sie vier Mal im Jahr die Veranstaltung „Polymorphia – die TrümmerTuntenNacht“ im SchwuZ, bei der auf einen theoretischen und häufig politisch kontroversen Vortrag eine Tuntenshow folgte. In der Neuköllner Kneipe „Ludwig“, die im September 2019 schließen musste, lud laLove jeden Monat zu der Diskussionsveranstaltung „Ludwig l’Amour“ ein. Darauf folgten Veranstaltungen, die Tuntenshows und Salons umfassten, in unterschiedlichen Locations wie der Neuköllner Kneipe „Wildenbruch“ oder der im Jahr 2020 neu eröffneten Friedrichshainer Kneipe „Große Freiheit“. Hier lädt sie seit 2020 zu ihrem Format „Patsys Salon“ und zur Galanacht „Die Schrullinale“.
Im Sommer 2013 gewann sie den Goldenen Stöckel für ihre Bühnenperformance bei der Show des Schlösschentreffens in der Akademie Waldschlösschen. Im September 2019 erhielt sie den 10. Community Star Award im Rauschgold in der Kategorie „Tunte“.

## Werk
Als Patsy l’Amour laLove hat sie die Bücher Schwule Emanzipation und ihre Konflikte (2019), Selbsthass & Emanzipation – Das Andere in der heterosexuellen Normalität (2016), Beißreflexe – Kritik an queerem Aktivismus, autoritären Sehnsüchten, Sprechverboten (2017) und Psychoanalyse und männliche Homosexualität (2019, mit dem Namen Henze) (mit)herausgegeben.
In dem kontrovers diskutierten Sammelband Beißreflexe kritisieren laLove und 26 andere Autoren dogmatische Sichtweisen, Sprechverbote und Ausgrenzungen innerhalb der queeren Szene. Die Autoren sind dem Autorenverzeichnis und einem Interview mit der Herausgeberin in der Süddeutschen Zeitung zufolge selbst aktiv in linken und queeren Gruppen. Demnach handelt es sich um Lesben, Schwule, Bisexuelle und Transmenschen mit unterschiedlichen kulturellen Hintergründen und aus unterschiedlichen Generationen. laLove erinnert, wie es in ihrem Vorwort heißt, an die Möglichkeit eines Queer-Begriffs, der auf Emanzipation zielt – und kritisiert vor diesem Hintergrund mangelnde Abgrenzung einiger queerer Aktivisten gegenüber Phänomenen wie Islamismus und Antisemitismus. So schreibt laLove in ihrer Einleitung zum Sammelband: „Damit möchte ich an die Möglichkeit eines Queer-Begriffs erinnern, der nicht Strafe und Buße als emanzipatorischen Aktivismus missversteht, sondern Emanzipation und das Beharren auf dem Anderssein meint.“

## Rezeption

### Beißreflexe
Das Buch Beißreflexe bewirkte einen Shitstorm in den Social Media bis hin zu Gewaltaufrufen und Drohungen, die laLove in späteren Vorträgen und Artikeln öffentlich machte. Die Beleidigungen, Androhungen und Gewaltfantasien, Aufrufe zur Bücherverbrennung und das Prahlen über den Diebstahl des Buches bei der Frankfurter Buchmesse ließen sich insbesondere über den Nachrichtendienst Twitter nachverfolgen.
Einen Monat nach Erscheinen des Sammelbandes Beißreflexe schrieb Kevin Clarke auf der Nachrichtenplattform Queer.de am 16. April 2017: „Da hat die aktivistische ‚Polittunte‘ Patsy l’Amour laLove offensichtlich den Finger in eine klaffende Wunde gelegt: So viele leidenschaftliche Pro- und Kontra-Reaktionen gab's auf einen eher akademischen Sammelband mit Texten zur aktuellen LGBTIQ*-Szene wohl lange nicht.“ Das Buch lade auch in der eigenen Szene dazu ein, dass „linke Selbstgewissheiten hinterfragt werden können“, so schreibt Gaston Kirsche in der Jungle World. Auf kritische Anmerkungen zum Sammelband äußerte sich laLove mehrfach ausführlich in ihren Vorträgen und Interviews.
Theodora Becker und Iris Dankemeyer ordnen im Juni 2017 die heftigen Reaktionen bis hin zu Gewaltandrohungen in der konkret folgendermaßen ein: „Sowohl die im Buch beschriebenen Vorgänge als auch die Reaktionen auf das Buch zeugen teilweise von einem erschreckenden Maß an Theoriefeindschaft, von Sprach- und Begriffslosigkeit, von einer Abwehr alles Fremden und Unbekannten. Da drängt sich die Frage auf, wie man Leute überhaupt noch erreichen kann, die ihre Wut nicht mehr sublimieren können.“
Im Vorwort zur vierten und erweiterten Auflage schreibt laLove über einige Reaktionen auf Beißreflexe und verdeutlicht damit ihr Anliegen, mit dem Buch eine Debatte anzustoßen – entgegen allen Anstrengungen, sie zu verhindern: „Queerer Aktivismus, seine Ansätze und eine progressive Sexualpolitik sind vielen ein zentrales Anliegen, für das sie vollen Herzens und mit großer Lust eintreten und streiten. Das hat die Debatte demonstriert, die durch die Veröffentlichung von Beißreflexe angeregt wurde. Es gründeten sich Beißreflexe-Lektürezirkel in unterschiedlichen Städten, ganze Uni-Seminare, Kolloquien und Veranstaltungsreihen, Schwerpunkte in Zeitschriften, Diskussionsforen wie die Zündstoffe des Berliner Magazins Siegessäule wurden eröffnet und neue Polit-Gruppen entstanden. Während meiner Vortragsreise wurde hitzig und produktiv debattiert. Ich war beeindruckt von dem großen Andrang von Leuten, die die autoritäre Wendung von Queer satthaben und zugleich ihren Aktivismus für eine bessere Gesellschaft nicht über Bord werfen wollen. Fast täglich erreichen mich bis heute unentwegt Mails von Leser_innen, die sich für die Veröffentlichung von Beißreflexe bedanken. Darunter Wissenschaftler_innen unterschiedlicher Disziplinen ebenso wie Aktivist_innen unterschiedlicher Generationen, von denen mehrere berichteten, dass sie das Buch motiviert habe, sich wieder politisch zu engagieren, weiter zu diskutieren und zu schreiben. Einige erzählten davon, dass sie sich durch den Sammelband aus für sie unerträglich gewordenen Mobbingstrukturen retten konnten.“ Im Online-Magazin akduell werden die Beiträge in Beißreflexe als Auftrag für den queeren Aktivismus verstanden, der dazu aufruft, diskriminierte Menschen ernst zu nehmen: „Die Lösung sei nicht, Betroffene in Watte zu packen, sondern ihnen zu mehr Selbstbewusstsein zu verhelfen.“
Die Soziologin Sabine Hark und die Philosophin Judith Butler kritisieren den Sammelband Beißreflexe als eine „Verleumdung der Gender Studies“.

### Begehren und Diskriminierung
In einem Interview mit dem taz-Redakteur Martin Reichert aus dem Jahr 2018 legt laLove ihre Entwicklung hin zur Polittunte dar, wobei dies für sie bedeutet, „zu der Form von Schwulsein zu stehen, die eigentlich nicht sein darf“, d. h. die weibliche Seite des Schwulseins mit dem Politischen zu verbinden. In dem Interview erneuert laLove ihre Kritik an manchen identitätspolitischen Forderungen und Praktiken wie etwa der Ablehnung des Wortes Antiziganismus als rassistisch und der Absage einiger LGBTI-Veranstaltungen in der Berliner Szene, weil diese als zu wenig divers wahrgenommen wurden. laLove wirft Teilen der queeren Szene in Berlin eine übersteigerte und zu aggressiv auftretende Sensibilität für Rassismus und Diversität vor, die mit der Sorge um tatsächliche rassistische Diskriminierung kaum noch etwas zu tun habe. Ihrer Ansicht zufolge gebe es eine autoritäre Minderheit in der queeren Szene, der sich die LGBTI-Institutionen wie das Schwule Museum* oder das SchwuZ unterordnen, wenn sie von dieser Minderheit für problematische Praktiken kritisiert werden. laLove führt in dem Interview, in ihrem Vortrag „Kann Begehren diskriminierend sein?“ sowie in ihrem gleichnamigen Artikel in dem Sammelband Irrwege den möglichen Unterschied zwischen Zurückweisung im Bereich der Sexualität einerseits und Diskriminierung andererseits aus. Demnach sei es „nicht rassistisch“ oder diskriminierend, wenn man mit manchen Menschen aufgrund von ihrem Aussehen keinen Sex haben möchte: „Eine explizierte diskriminierende Haltung oder Aussage kann einen Inhalt repräsentieren, der mit Begehren verknüpft ist. Begehren selbst kann jedoch nicht diskriminierend sein.“ Die Frage, ob Schwule in besonderem Maße diskriminierend seien, beantwortet laLove im Interview in der taz damit, dass diese „genauso klug oder doof wie der Rest der Gesellschaft“ seien.

### Cancel Culture
Im Deutschlandfunk äußerte sich laLove 2020 ambivalent zu Social Media: Sie finde es einerseits positiv, dass sich Menschen mit Diskriminierungserfahrungen dort Gehör verschaffen könnten und damit eine Grundlage für Emanzipation bestehe. Andererseits bieten Social Media auch eine Plattform für „jede noch so schlecht durchdachte Kritik oder Forderung danach, dass jemand nicht mehr auftreten darf“, was laLove auf die Sehnsucht nach einer einfachen Welt und den Wunsch nach Bestrafung zurückführt. Eine Gefährdung der Meinungsfreiheit durch eine Cancel Culture erkennt laLove nicht. Gesellschaftliche Missstände sollen nach Ansicht der Aktivistin auf skandalisierende Art angeprangert werden: „Wenn es in der Gesellschaft einen Skandal gibt, Verhältnisse, die skandalös sind, dann müssen die auch skandalisiert werden. Das funktioniert nicht, ohne unverschämt zu sein.“ Zugleich beklagt sie einen Mangel an Ambiguitätstoleranz in der heutigen Gesellschaft, vor allem mit Blick auf „Cancel-Culture-Aktivismus“, und fordert das Aushalten von Andersartigkeit und mehr Toleranz ein.

## Publikationen
- Patsy L'Amour LaLove: Selbsthass & Emanzipation: Das Andere in der heterosexuellen Normalität. Querverlag 2016, ISBN 978-3-89656-246-3.
- Patsy l'Amour laLove: Beißreflexe: Kritik an queerem Aktivismus, autoritären Sehnsüchten, Sprechverboten. Querverlag 2017, ISBN 978-3-89656-253-1.
- Patrick Henze: Schwule Emanzipation und ihre Konflikte: Zur westdeutschen Schwulenbewegung der 1970er Jahre. Querverlag 2019, ISBN 978-3-89656-277-7.